# 헬렌 크레이그

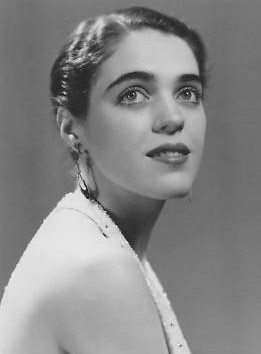

헬렌 크레이그(Helen Craig, 1912년 5월 13일 ~ 1986년 7월 20일)는 미국의 배우이다.
샌안토니오에서 태어났으며 뉴욕에서 사망하였다. 사인은 심근 경색이다.

## 출연 작품

### 영화
- 스네이크 핏 (1948)
- 그들은 밤에 산다 (1949) - 매티 역
- Heroes (1977)

### 텔레비전
- 야망의 계절 (1976)
- 코작 (1976-77)